# What We Saw from the Cheap Seats
What We Saw from the Cheap Seats es el sexto álbum de estudio de la cantautora y productora ruso-estadounidense Regina Spektor. El 21 de noviembre de 2011, Spektor publicó en su página de Facebook que el álbum había sido grabado en Los Ángeles durante el verano de 2011 y que se esperaba que fuera lanzado el 29 de mayo de 2012. Lanzado bajo los sellos discográficos Sire y Warner Bros. Records, Spektor estuvo de igual manera involucrada en la producción del álbum junto a su par, Mike Elizondo.

## Producción
Regina Spektor volvió a elegir al productor musical Mike Elizondo, quien ya había trabajado junto a ella con su álbum de estudio anterior Far en 2009. La cantautora se mostró positiva en cuanto al trabajo en conjunto con Elizondo, afirmando que «coincidían en muchas cosas». What We Saw from the Cheap Seats se grabó en un plazo de ocho semanas en Los Ángeles, California. La grabación de la mayoría de las canciones se hizo en vivo, con Regina en el piano y las vocales, siendo el resto de la instrumentación luego agregada en la posproducción. Al grabar las vocales y el piano en simultáneo, a diferencia de trabajos anteriores donde se grababan por separado en el estudio, este proceso resultó, según la cantante, en un sonido «más vivo, sobre todo en el piano y voz» y un álbum con «verdadera esencia». Si bien en un principio este sistema de grabación en conjunto le resultaba más difícil, Spektor afirmó que es ideal para sus futuros proyectos. Algunas de las indicaciones que ella realizó durante el proceso de grabación incluían «esta (canción) necesita más “gelidez”, no está lo suficientemente “congelada”, o tiene que parecerse más a un “robot roto hecho de piedra”». A pedido de la cantante, Mike Elizondo estuvo de igual manera involucrado en la musicalización de algunas canciones tocando el instrumentos de cuerdas como el contrabajo, el bajo eléctrico y el bajo acústico. Para lograr programar estos instrumentos en conjunto, Spektor describía a Elizondo el tipo de sonido que pretendía que logre, usando adjetivos como «sonidos "congelados", "fríos" o "metálicos"». Sobre el proceso creativo, él expresó:

Regina Spektor es una artista poco común que continúa sorprendiendo. Justo cuando piensas que la has descifrado, te sorprende con algo totalmente diferente . Ese es el espíritu que guía a este álbum. Cada canción te lleva en un viaje que solo Regina puede proveer. Realmente se ha superado a sí misma.

Durante mediados del 2011 y hasta mayo de 2012 Regina se encontraba de gira con la banda de Tom Petty, Tom Petty and the Heartbreakers, y el tour se extendió hasta pocos días antes de lanzamiento del álbum. Fue él el primero en dar el visto bueno para el nuevo álbum, apoyando a Spektor, que según sus palabras «(Tom Petty) fue realmente la primera persona en escuchar el álbum. Lo escuchó incluso antes de que estuviera mezclado»
El nombre del álbum elegido por la cantante se mantuvo en secreto hasta el último momento. En una entrevista con la revista española Jenesaispop, Spektor habló del significado del título:

Es algo más conceptual que literal y la idea para el título del álbum se me ocurrió como un año antes de que saliera el disco o incluso de que supiera qué canciones iban a estar ahí. No hay una explicación exacta de por qué elegí un título así, fue más como un sentimiento, algo misterioso.

Durante marzo de 2012 y a más de dos meses del lanzamiento oficial, se filtró en internet de manera anónima parte del material que conformaba el álbum. Demos, videos, fotos y hasta parte de la carátulas fueron publicados sin autorización en la red. Regina Spektor respondió desde su cuenta oficial de Facebook en un mensaje donde afirmó estar «triste» sobre tener material sin terminar publicado antes de tiempo y «confundida» sobre el porqué y el motivo de las filtraciones. Dijo «no tener los recursos» para combatir esta clase de publicaciones, aunque aseguró que «es una consecuencia inevitable» del proceso de promoción de un álbum.

## Contenido
La obra presenta tanto canciones inéditas como canciones remasterizadas con ligeros cambios en el sonido de álbumes anteriores, como en el caso de «Ne Me Quitte Pas»  del álbum de 2002, Songs. Otras simplemente fueron compuestas y son cantadas habitualmente por Spektor en recitales, aunque esta es la primera vez que son registradas oficialmente en un álbum. De acuerdo con la cantautora las canciones están mezcladas y corresponden a diferentes épocas de su carrera; las compone conforme pasa su vida y no son pensadas para conformar un álbum específico. «Open» es de 2003 o 2004; «All the Rowboats» forma parte de su repertorio desde 2004-2005 y a pesar de no haber sido grabada oficialmente hasta que se incluyó en el álbum, hay registro de ella tocándola en diversos recitales gracias a videos caseros de fanes subidos a sitios como YouTube; la canción «Patron Saint» tampoco es inédita.

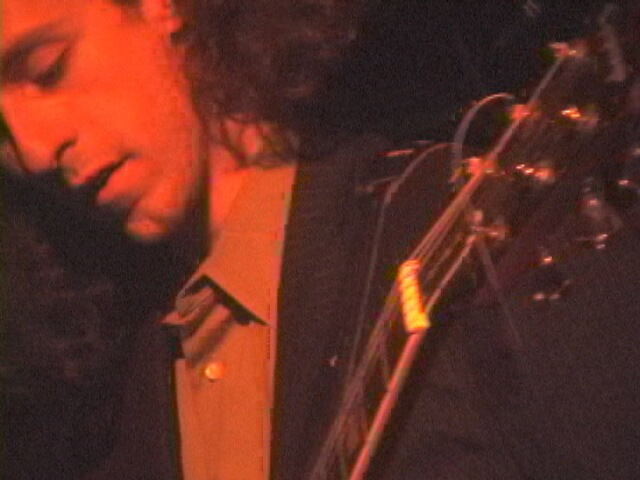
Jack Dishel, esposo de Spektor desde fines de 2011, participa junto a ella en «Call Them Brothers»

En la versión limitada del álbum, los temas  «The Prayer of François Villon» y «Old Jacket» son versiones de las canciones de origen ruso «Molitva» y «Stariy Pedjak» respectivamente, obra del cantautor ruso Bulat Okudzhava e interpretadas en ese idioma por la cantante.  «Call them Brothers» es una colaboración con Jack Dishel —conocido artísticamente como Only Son y esposo de Spektor desde 2011—, que al igual que las dos canciones anteriores, sólo conforma la versión de lujo del álbum. Asimismo, «Call them Brothers» puede encontrarse en el segundo álbum de estudio de Dishel Searchlight, aunque la versión incluida en este álbum de Spektor es ligeramente diferente y fue grabada junto al productor Mike Elizondo. El 8 de mayo de 2012 se lanzó un video promocional en el que participan ambos cantantes.
En cuanto a la elección de material para integrar el nuevo trabajo artístico, Regina expresó que el resultado fue inesperado. Muchas de las nuevas canciones en formato demo que quiso incluir fueron dejadas de lado en último momento porque la cantante no se sentía conforme con ellas. Al final, se decidió por remasterizar canciones ya conocidas de su autoría que no estaban contempladas originalmente para conformar What We Saw from the Cheap Seats. En un diálogo con la publicación NME, Spektor aclaró que las canciones no son autobiográficas a pesar de que en varias de ellas se repite la palabra «yo» y son cantadas en primera persona. Por el contrario, se comparó con un escritor de ciencia ficción, alegando que los personajes que crea para sus canciones son similares a aquellos de películas o libros, y no provienen de experiencias personales. La lista de canciones tampoco tiene un orden en particular ya que estas se fueron ordenando a medida que la cantante terminaba de grabarlas. Como las once canciones principales fueron acomodadas primero juntas, Spektor decidió agrupar las últimas tres obras en un bonus track para no perturbar el orden ya establecido de las anteriores. «Call Them Brothers» es la única canción en colaboración con otro artista y fue la última en grabarse.

### Lírico y melodías
El álbum tiene una temática variada y se centra en las emociones, principalmente el amor y el sentimiento de pérdida. En todas las canciones se involucra un piano y una novedad es la marcada presencia de sintetizadores mezclado con ritmos beatbox que interpretó Spektor. Sobre el sonido de su obra, afirmó que la elección de la musicalización muchas veces es arbitraria, ya que, en el momento de grabar, ciertos instrumentos o sonidos peculiares pueden sonar acorde a lo que intentaba lograr, y luego parecer extraños a los ojos de la crítica y de propio público. Esto se ve reflejado por ejemplo en la pista «Open», donde la cantante intercala alaridos entre los versos de la canción, lo cual reflejó críticas mixtas de los medios.
Abre la obra «Small Town Moon», alegre en su sonido y con un comienzo similar a una balada simple en piano, para luego derivar en diferentes cambios de tempo y un coro solo musicalizado con los aplausos y pisadas de spektor. Pero sus letras tienen un significado «fatalista» con una metáfora sobre «perseguir la propia musa». «Small Town Moon» se lanzó digitalmente el 26 de abril de 2012 mediante streaming en la plataforma SoundCloud y anunciado en su cuenta oficial de Facebook, convirtiéndose así en la tercera canción, y la primera en no ser sencillo, que se daba a conocer previo al estreno del álbum. En «Oh, Marcello» se mezcla un acentuado staccato a la par de ritmos de beatboxing similares a tambores creados mediante la emulación con la voz,  Spektor imita un acento italiano y canta un fragmento del sencillo de 1964 «Don't Let Me Be Misunderstood» (I'm just a soul whose intentions are good/ Oh please Lord don't let me be misunderstood), obra de la cantante de jazz Nina Simone. Esta es una de las canciones más antiguas del repertorio y pasó a formar parte del álbum luego de que la cantautora decidiera «rescatarla» cuando la recordó al interpretar una línea en su piano mientras grababa. Con algunos cambios que hicieron que la canción sonara más abierta, Spektor quedó conforme y afirmó que era una de sus favoritas del álbum. «Ballad for a politician», donde se puede escuchar a Spektor y Elizondo en conjunto en la instrumentación, es una crítica hacia todos aquellos políticos «que solo buscan más y más poder», rasgo que de acuerdo con ella es un «estereotipo que desafortunadamente existe en todos lados». Su letra sarcástica pretende comparar el trabajo de un político que se inicia en su carrera con el de una prostituta dado que, en palabras de la autora, la política es una forma de prostitución y ambos provienen del mismo lugar. Rolling Stone la describió como una «fábula satírica» de los gobernantes. «Open» se caracteriza por el piano suave y los susurros de Spektor, ambientando una escena oscura, que contrasta con el repentino alze de su voz y dramáticos sonidos guturales que acentúan las palabras de la canción. Dos baladas, «How», una de las más aclamadas y criticadas, trata el tema de la vida después de un amor fallido y la capacidad para olvidarlo y continuar, y «Firewood» que hace un paralelismo entre la vida y la muerte y un piano que se convertirá en leña, tomando como tema principal la enfermedad terminal. «Jessica» es una de las canciones más nuevas e inéditas. Su estilo sencillo ha sido descrito como «liviano y aireado».
Dos de las canciones son sencillos. «All the Rowboats» compara a los museos con «mausoleos públicos» y habla de los sentimientos de obras de arte e instrumentos encerrados en cuadros y cajas de cristal. «Don't Leave Me (Ne Me Quitte Pas)» tiene un estribillo en francés y una melodía alegre y festiva. La canción nombra algunos lugares de la ciudad de Nueva York, como la calle Bowery, el barrio del Bronx y la Avenida Lexington, donde diferentes personajes viven situaciones cotidianas.
La ampliación del álbum incluye tres pistas más, dos de las cuales son versiones de canciones del cantautor y poeta ruso Bulat Okudzhava, quien Spektor cita como una gran influencia de su infancia. «The Prayer of François Villon (Molitva)» cuenta la historia de un hombre que recurre a un sastre para que este le confeccione una nueva jaqueta, esperando con esto mejorar su vida. «Call Them Brothers» es una colaboración con el músico y cantante Jack Dishel.

### Portada
La portada del álbum consiste en un primer plano de Regina Spektor sobre un fondo blanco. Sobre ella se leé su nombre en tipografía roja, y a la derecha el título del álbum en un tamaño menor y en negro, todo el texto con la misma fuente.
En una entrevista con Rolling Stone, Spektor explicó el por qué del gorro que utiliza en la portada, siendo este el elemento más llamativo del arte de tapa:

Conseguí ese gorro cuando estuve tocando en Japón, lo tuve que rellenar con una camiseta para que no se aplastara pero igual quedó un poco aplastado. Cuando me probé el sombrero se produjo una sensación divertida, y el baterista que estaba tocando conmigo me insinuó que debería llevármelo [...].

En cuanto a la tipografía, la cantante pidió expresamente que no fuera una fuente ya existente o de computadora, sino que fuera dibujada a mano para dejar su rastro humano en el álbum.

No quería que fuera una fuente ya creada, quería que todo fuera hecho a mano. Ni este álbum es análogo ni el mundo en el que vivimos, aunque lo siento bastante análogo. Tiendo a preferir la sensación de que «una persona estuvo allí» antes que a una fuente prefabricada.

## Promoción

### Sencillos
El primer sencillo del álbum, «All the Rowboats», fue lanzado mediante streaming mediante SoundCloud el 27 de febrero de 2012, y en descarga digital en iTunes al día siguiente. El 28 de marzo se conoció el video oficial de «All the Rowboats» por el canal oficial de Youtube de Regina Spektor, convirtiéndose así en el primer video promocional de What We Saw from the Cheap Seats. La canción formó parte también de la banda sonora de la serie estadounidense Ringer, en el capítulo diecisiete «What We Have is Worth The Pain», emitido el 31 de marzo de 2012 en ese país.
El segundo sencillo, «Don't Leave Me (Ne Me Quitte Pas)», lanzado el 26 de marzo de 2012, es una nueva versión de la canción original «Ne Me Quitte Pas» de su segundo álbum, Songs de 2002. Al igual que su predecesor, se utilizó a SoundCloud para compartirlo y a la tienda iTunes para habilitar la compra digital el mismo día.

### Videografía
- «All the Rowboats»: Lanzado el 28 de marzo de 2012. La dirección estuvo a cargo de Adria Petty, Peter Sluszka e Ivan Abel.[4] El video destaca por el uso de diferentes técnicas fotográficas y de filmación, entre ellas stop motion. Recibió una nominación en los premios MTV Video Music Awards de ese año, en la categoría Dirección de arte.
- «Call them Brothers»: Publicado por primera vez en la plataforma Vimeo el 8 de mayo de 2012, y dos días después por el canal oficial de Regina Spektor en Youtube. El video cuenta con la participación de Jack Dishel, quien también colaboró con Spektor en la composición de la canción.[21] La dirección y fotografía corrieron por cuenta de James Holland, con quien Dishel ya había trabajado en el pasado en la creación del video de su canción «Stamp Your Name on It».[43] Parte del material fílmico que integra el video fueron obra de Howard Zuckerman, un amigo íntimo del cantante que donó filmaciones caseras de un viaje que realizó a la Rusia soviética en 1983. Zuckerman también adicionó un pequeño videoclip de la infancia de Jack en Estados Unidos.[44] Por su parte, Holland eligió el formato Super-8[21] para grabar todas las nuevas escenas en las que aparecían ambos músicos para emular un formato casero, en concordancia con los demás metrajes y fotografías antiguas que integan el video y muestran el puente de Brooklyn en Nueva York y la Plaza Roja, destacando la Catedral de San Basilio en Moscú.[43]
- «Don't Leave Me (Ne Me Quitte Pas)»: Un nuevo video acompaña a la reedición de la canción. Grabado en el cuarto de un elegante hotel, en el video Spektor juego con los planos de la cámara,[45] a la vez que interactúa con diversos objetos creando situaciones absurdas y graciosas. Dirigido por Ace Norton, el video refleja la lírica optimista de la canción.[46]
- «How»: El 16 de octubre de 2012, Regina Spektor dio a conocer el cuarto video musical de esta balada. El lanzamiento del mismo se anunció un día antes en la página web de la cantante[47] Margo Weathers lo dirigió y en él que se aprecia a la cantante con diferentes apariencias y vestuario a lo largo del video. La secuencia es simple e involucra escenas en blanco y negro, animación y primeros planos de Regina.[48] Bic Owen diseñó los collages hechos de papel que adornaron los cabellos de la cantante, y que luego fueron animados en stop motion por The Academy en Seattle.[49]

### Prensa y presentaciones en vivo
Las canciones «The Prayer of François Villon» y «Old Jacket» fueron lanzadas en una versión especial limitada en formato de vinilo de siete pulgadas el 21 de abril, con motivo del Record Store Day. El 18 de mayo, y a pocos días del lanzamiento del álbum, Spektor hizo apariciones en los shows televisivos estadounidenses The Late Show with David Letterman, donde tuvo la oportunidad de tocar en vivo el sencillo «All the Rowboats», y en Big Morning Buzz, programa de VH1, donde cantó «Small Town Moon» solo compañada de un piano. Un día antes, el New York Times en su versión en línea publicó una extensa nota donde se entrevistaba a la cantante, y se daba a conocer a la, hasta entonces inédita, canción «How».
El 29 de mayo, día oficial del lanzamiento físico del álbum, Spektor participó del programa Good Morning America donde cantó en vivo «Don’t Leave Me (Ne me quitte pas)»  y «The Party». Otras presentaciones en vivo incluyen el segmento de Comedy Central, The Colbert Report presentando «Ballad of a Politician», Late Night with Jimmy Fallon donde ejecutó «Don’t Leave Me (Ne me quitte pas)» y un show íntimo para el programa Youtube Presents transmitido en vivo por Youtube. En la semana de 9 de julio, la radio australiana ABC Darwin eligió a What We Saw from the Cheap Seats como el álbum de la semana y habló positivamente del mismo. A principio de ese mes Spektor participó de una sesión de grabación en vivo para la serie The Live Room, a cargo de The Warner Sound; Spektor interpretó en el piano «How», «All the Rowboats», «Patron Saint», «Open» y «Don't Leave Me (Ne Me Quitte Pas)» desde el Electric Lady Studios, en Nueva York.  Asimismo, videos de cada canción fueron redistribuidos a través de YouTube.

### Gira musical
La gira musical de 2012 inició el 31 de mayo con un concierto gratis en (Le) Poisson Rouge, en Nueva York, presentado por la publicación NPR. El evento fue transmitido por dos radios públicas, la WFUV de Nueva York y la WXPN en Filadelfia, y también estuvo disponible en simultáneo por internet a través del sitio web de NPR Music. Las fechas durante los meses de junio, julio y agosto incluyeron a los países europeos de Suecia, Finlandia, Reino Unido, Francia, España, Portugal, Austria y Alemania. El 14 de julio, Spektor se presentó en San Petersburgo, Rusia; fue su primera visita a su país natal y desde su exilio en 1989, y cuna de su inclinación artística.
En agosto, octubre y noviembre dio varios recitales a lo largo y ancho de los Estados Unidos y Canadá. La gira se extendió hasta diciembre de 2012, finalizando el año con shows en Nueva Zelanda, Australia y Singapur. En el 2013 visitó Latinoamérica México, Chile, Argentina y Brasil.[cita requerida]
En todos los shows Jack Dishel, bajo el seudónimo de Only Son, es telonero y compone un dúo acústico de guitarras con Spektor en «Call Them Brothers»; esta es la única canción en la que la cantante ejecuta este instrumento. A su vez, la banda musical que acompaña en los recitales se compone de teclado, batería y violonchelo. Cada presentación tiene un repertorio personalizado que varía entre las veinte y veintisiete canciones por noche.  Si bien el objetivo de la gira es el de promocionar el álbum, también se incluyó material de los anteriores trabajos discográficos de Spektor. Las canciones de What We Saw from the Cheap Seats se entrelazaron con clásicos de su disco debut comercial Begin to Hope, «Samson», «Better», «Fidelity», «On the Radio»;  con «Eet», «Blue Lips» y «The Calculation» del éxito Far, e incluso «Us» de Soviet Kitsch, álbum de 2004, entre otras.  Como es habitual en sus conciertos, también interpretó versiones a capela de canciones como «Ain't No Cover».

## Lanzamiento
What we saw from the Cheap Seats fue lanzado digitalmente mediante streaming a través de la publicación NPR, el 20 de mayo de 2012, solo nueve días antes del lanzamiento físico y oficial del álbum. La revista en su sección dedicada a la música publicó un artículo donde se enlistaban todas las canciones y se habilitaba el reproductor para escucharlas en formato MP3, al mismo tiempo que permitía comprarlas por medio del mercado en línea Amazon.
El 28 de junio se conoció una versión de la canción «Don't Leave Me (Ne Me Quitte Pas)» traducida enteramente al ruso, la lengua materna de Spektor. La misma fue grabada por Regina cuando el álbum aún estaba en preparación y se dio a conocer como «un regalo para los estudiantes de ruso (y todos aquellos a los que les guste la lengua)», acorde a las palabras de la cantante publicadas en su cuenta de Facebook oficial. No se ha confirmado su lanzamiento como sencillo o si será incluida en el álbum.

## Recepción

### Crítica
El sitio web compilador de reseñas Album of the year le asignó a What We Saw from the Cheap Seats un puntaje de 74 sobre un total de 100 basado en diecinueve análisis de publicaciones especializadas. Metacritic le otorgó 73 puntos sobre 100, puntuación promedio de veintiocho críticas, lo que indica «críticas generalmente favorables». El cálculo de AnyDecentMusic? arrojó una calificación final de 6,9 sobre 10.
El álbum recibió críticas mixtas, mayormente positivas. La revista en línea Entertainment Weekly, le otorgó una calificación general de B, de ocho puntos sobre doce. Kyle Anderson, periodista de la publicación, afirmó que Regina «dejaba su firma con melodías extravagantes y acentuadas en What We Saw from the Cheap Seats», destacaba las canciones «All the Rowboats» y «Firewood» como las mejores, al mismo tiempo que criticaba negativamente a la pista «Jessica». Por su parte, el diario británico The Independent le dio una calificación de tres estrellas sobre cinco, y elogió a «How» llamándola «la pieza más efectiva». Sebastian Brady, del diario californiano The Guardian, puntuó a What We Saw from the Cheap Seats con siete puntos sobre diez, elogiando la amplitud vocal de Spektor y su «aparente habilidad para lograr desde alegres canciones pop hasta baladas melancólicas». Además, afirmó que es un álbum consistente a pesar de la vasta variedad de estilos de Regina, y una muestra de su versatilidad. Megan Ritt, de Consequence of Sound opinó que What We Saw from the Cheap Seats «es una colección de experimentos más que éxitos comerciales» y «tiene muchos momentos placenteros», aunque considera que el álbum podría haber sido mucho mejor. Rolling Stone afirmó que Regina Spektor «es la Joni Mitchell de esta generación: una cantautora que define verdades sentimentales entre bromas». El crítico especializado Robert Christgau calificó con B-, distinguió a  «All the Rowboats», «Open», «Ballad of a Politician» y «Firewood», pero escribió que el álbum le dio una sensación de confusión.
Contrario a las miradas positivas, el sitio web español Jenesaispop consideró que el álbum es entretenido pero disperso, aunque elogió a «How», llamándola «majestuosa» y comparándola con el sencillo éxito de la cantante Adele, «Someone like You». Kyle Ellison del sitio web Drowned in Sound afirmó que el disco «es triste y conmovedor, lleno de amor y memoria». Sin embargo, criticó al material que lo conformaba afirmando que muchas de las canciones eran prescindibles y guardaban similitudes con otras de álbumes anteriores tanto en temática y sonido, como en el caso de «Ballad of a Politician» con «Ghost of the Corporate Future», y «How» con «Flowers», ambas del álbum de 2004 Soviet Kitsch. Sian Watson de The Associated Press manifestó su conformidad con la obra pero discrepó de la pista «Open», a la que tildó de «rara, desagradable y fuera de lugar» por evocar ruidos «que suenan como si a Regina la estuvieran estrangulando». Pitchfork Media definió el estilo del álbum como «menos inerte» que el antecesor Far, pero lamentó la falta de mayor rango vocal como en Soviet Kitsch; para el sitio esta obra es «polarizadora» y el repertorio no está a la altura de canciones anteriores de Spektor. Greg Kot para el Chicago Tribune tuvo una mirada general negativa sobre el álbum. Al contrario de otras críticas, consideró que «How» era el punto más bajo de la obra, y sobre su estilo que era «quejosa y parecía como si alguien estuviera pellizcando el brazo de Regina». Calificó con dos estrellas de cuatro llamando a las canciones «planas y limitadas»; sobre el rol de Elizondo, Kot consideró que «su trabajo nuevamente fue evitar que Regina se volviera loca». La calificación más negativa provino de la revista británica Q, la cual publicó una crítica completa del álbum en su versión física y lo promedió con cuatro puntos sobre diez. Jim DeRogatis para el sitio web de la radio WBEZ fue lapidario, afirmó que «Oh Marcello» es un ejemplo de la sumatoria de todos los problemas del álbum y sentenció con una estrella de cuatro.

### Comercial
En su primera semana en el mercado, What We Saw from the Cheap Seats debutó en el puesto número tres de la tienda virtual de iTunes, solo superado por 21 de Adele y por otro álbum debut, Born and Raised de John Mayer. Billboard esperaba que el día del lanzamiento el álbum se ubicara entre los cinco mejores, con un pico que ascendieran de 30 000 a 40 000 copias, una leve disminución en el volumen de ventas en comparación con su anterior álbum de estudio Far de 2009, el cual debutó con 50 000. Sin embargo, logró superar las 42 000 copias vendidas en su primera semana y se posicionó tercero, según los datos recogidos por la lista estadounidense Billboard 200. En el sitio web de comercio Amazon alcanzó la posición cincuenta y nueve en el ranking de los cien productos más populares relacionados con la música.  En otras listas de ventas del sitio, What We Saw from the Cheap Seats ocupó la segunda posición en el ranking Indie Rock, el catorce en Adult Alternative y el puesto número cuarenta y dos en la lista Rock.

### Reconocimientos
En diciembre de 2012 fue elegido como el mejor álbum del año por el crítico Allan Raible, de la cadena ABC News. NPR incluyó a What We Saw from the Cheap Seats en su lista de los cincuenta álbumes favoritos de 2012. Así también lo hizo Allmediany.com en el conteo de los diez mejores álbumes de ese año.

## Lista de canciones
Todas las canciones fueron escritas por Regina Spektor, excepto donde se indique lo contrario.

| N.º   | Título                              | Duración |  |
| 1.    | «Small Town Moon»                   | 3:03     |  |
| 2.    | «Oh Marcello»                       | 2:38     |  |
| 3.    | «Don't Leave Me (Ne Me Quitte Pas)» | 3:39     |  |
| 4.    | «Firewood»                          | 4:55     |  |
| 5.    | «Patron Saint»                      | 3:40     |  |
| 6.    | «How»                               | 4:48     |  |
| 7.    | «All the Rowboats»                  | 3:34     |  |
| 8.    | «Song Ballad of a Politician»       | 2:13     |  |
| 9.    | «Open»                              | 4:30     |  |
| 10.   | «The Party»                         | 2:28     |  |
| 11.   | «Jessica»                           | 2:02     |  |
| 37:11 |                                     |          |  |

Bonus tracks de la edición Deluxe
| N.º | Título                                    | Escritor(es)                | Duración |  |
| 12. | «Call Them Brothers» (junto a Only Son)   | Jack Dishel, Regina Spektor | 2:41     |  |
| 13. | «The Prayer of François Villon (Molitva)» | Bulat Okudzhava             | 3:33     |  |
| 14. | «Old Jacket (Stariy Pedjak)»              | Bulat Okudzhava             | 2:04     |  |

## Posicionamiento en listas
Posición alcanzada por el álbum en las principales listas comerciales oficiales.
| País              | Lista                   | Posición máxima alcanzada | Ref.           |
| ----------------- | ----------------------- | ------------------------- | -------------- |
| Australia         | Australia Albums Top 50 | 9                         | [ 92 ] [ 93 ]  |
| Austria           | Austria Albums Top 75   | 26                        | [ 93 ]         |
| Bélgica (Flandes) | Belgium Albums Top 50   | 34                        | [ 94 ]         |
| Bélgica (Valonia) | Belgium Albums Top 50   | 83                        | [ 95 ]         |
| Estados Unidos    | US Albums Top 100       | 3                         | [ 93 ]         |
| Estados Unidos    | Digital Albums          | 2                         | [ 96 ]         |
| Estados Unidos    | Alternative Albums      | 1                         | [ 97 ]         |
| Estados Unidos    | Rock Albums             | 2                         | [ 98 ]         |
| Estados Unidos    | Tastemaker Albums       | 5                         | [ 99 ]         |
| Francia           | France Albums Top 150   | 88                        | [ 93 ]         |
| Irlanda           | Ireland Albums Top 75   | 26                        | [ 93 ]         |
| Noruega           | Norway Albums Top 40    | 31                        | [ 93 ] [ 100 ] |
| Países Bajos      | Dutch Albums Top 100    | 53                        | [ 93 ]         |
| Reino Unido       | UK Albums Top 75        | 24                        | [ 93 ]         |
| Suecia            | Sweden Albums Top 60    | 23                        | [ 93 ]         |
| Suiza             | Swiss Albums Top 100    | 24                        | [ 93 ] [ 101 ] |

### Sencillos
| Sencillo                            | País              | Lista               | Posición máxima alcanzada | Ref.    |
| ----------------------------------- | ----------------- | ------------------- | ------------------------- | ------- |
| «Don't Leave Me (Ne Me Quitte Pas)» | Bélgica (Flandes) | Ultratop 50 Singles | 19                        | [ 102 ] |
| «Don't Leave Me (Ne Me Quitte Pas)» | Bélgica (Valonia) | Ultratop            | 45                        | [ 102 ] |

## Créditos
- Regina Spektor: principal, voz, composición, piano, teclados, marimba, producción.

| - Jay Bellerose: percusión, batería, bongó. - Bennie Benjamin: compositor. - Gloria Caldwell: compositor. - Danny T. Levin: trompeta. - John Daversa: trompeta. - Jack Dishel: voces. - Mike Elizondo: bajo, contrabajo, guitarras acústica y eléctrica. - Sol Marcus: compositor. - David Moyer: saxofones tenor y barítono. - Aaron Sterling: percusión, batería, arreglos de música mariachi. | - Mike Elizondo: productor, programación. - Adam Hawkins: ingeniero de sonido, mezclado. - Brent Arrowood: asistente de mezcla y de ingeniería. - Matt Craig: asistente de mezclado. - Shervin Lainez: fotografía. - Bob Ludwig: masterización. - Ron Shapiro: administración. - Stephen Walker: diseño, departamento artístico. Fuente: Allmusic |